# Epimedium omszone

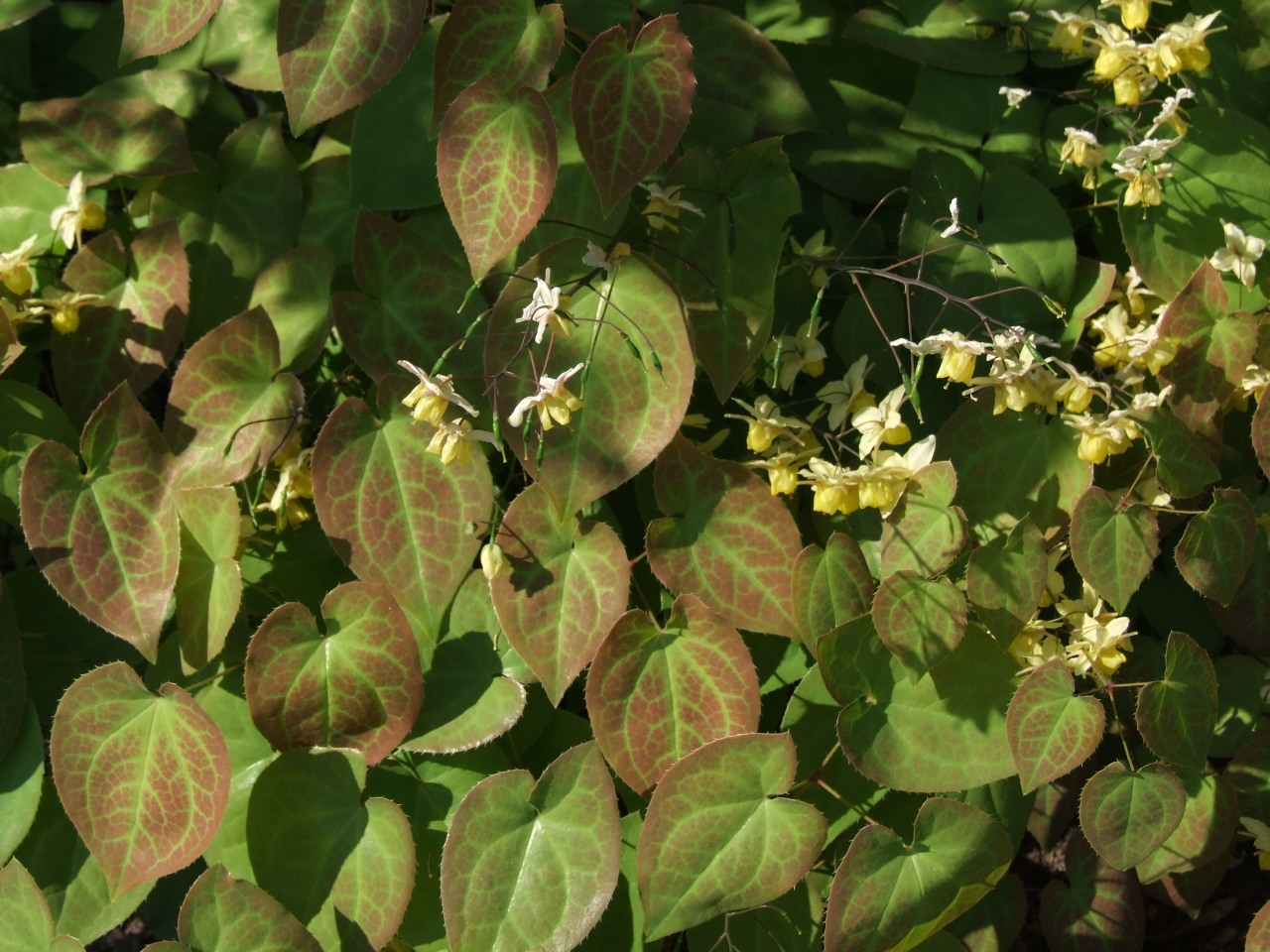
Pokrój

Epimedium omszone (Epimedium pubigerum) – gatunek roślin z rodziny berberysowatych. Pochodzi z Azji Zachodniej (Turcja i Kaukaz) oraz południowo-wschodniej Europy (Bułgaria). Jest uprawiany w wielu krajach jako roślina ozdobna.

## Morfologia
Tworząca gęste dywany bylina o wysokości do 1 m, jeden z najwyższych gatunków epimedium. Liście pojedyncze, skórzaste, o sercowatej nasadzie, delikatnie omszone. Młode są często czerwono wybarwione, również jesienią liście przebarwiają się. Roślina wytwarza rozłogi. Kwiaty z ostrogą, zebrane po kilka-kilkanaście są z zewnątrz białe, od środka różowe i wyrastają na cienkich szypułkach znacznie powyżej liści. Kwitną od kwietnia do czerwca.

## Zastosowanie
Jest uprawiany przeważnie w grupach jako roślina okrywowa pod drzewami, krzewami. Epimedium, jako jedne z niewielu roślin dobrze znoszą zacienienie. Uprawia się go głównie ze względu na ładne i wybarwiające się liście oraz fakt, że może rosnąć pod drzewami. Jest łatwy w uprawie, przeważnie nie jest atakowany przez żadne choroby ani szkodniki.

## Uprawa
- Wymagania. Gleba powinna być gliniasto–próchniczna, żyzna i stale wilgotna[4]. Najlepsze jest stanowisko zacienione lub półcień.
- Sposób uprawy. Na wiosnę stare rośliny przycina się tuż przy ziemi. Przez lato nawozi się nawozami wieloskładnikowymi.
- Rozmnażanie. Rozmnaża się łatwo przez podział rozrośniętych kęp (po przekwitnięciu rośliny)[5]. Można również przez oddzielanie nowych roślin powstających na kłączach.